# Heinz Rögner
Heinz Rögner (Leipzig, 16 de enero de 1929 – 10 de diciembre de 2001) fue un director de orquesta alemán.

## Biografía
Dirigió durante veinte años la Orquesta Sinfónica de Radio Berlín con un vasto repertorio en el que también incluyó a sus contemporáneos.
Como profesor, tuvo al pianista y compositor Christian Frank como alumno.